# Calíaro
Calíaro (en griego, Καλλίαρος) es el nombre de una antigua ciudad griega de Lócride, que fue mencionada por Homero en el catálogo de las naves de la Ilíada.
No se conoce el lugar exacto donde estaba localizada puesto que en época de Estrabón no estaba ya habitada, y el geógrafo únicamente menciona que era una llanura donde hay hermosos cultivos. De hecho, la etimología propone que Calíaro tiene su origen en dos palabras que significan «hermoso» y «cultivar». Según la mitología griega, en cambio, recibió su nombre de un personaje llamado Calíaro, hijo de Hodédoco y Laónome.